# Pantalla de inicio

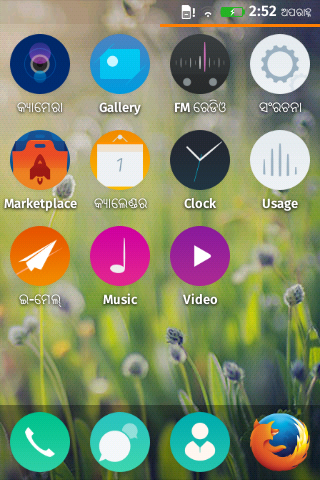
Captura de pantalla de la pantalla de inicio de Firefox OS con una base en el borde inferior

Una pantalla de inicio, o interfaz de inicio, se utiliza con diferentes significados según el sistema operativo: 
Por un lado, se utiliza para designar la pantalla de bienvenida en los sistemas operativos móviles, en los que esas pantallas no son idénticas ya que normalmente difieren según el sistema operativo, aparte del hecho que los usuarios pueden reorganizar los iconos a su gusto, como en los escritorios de los desktops. Casi todos los teléfonos inteligentes tienen algún tipo de pantalla de inicio, que normalmente muestra enlaces a aplicaciones, configuraciones y notificaciones.
Por otro lado, el término también se utiliza para las llamadas pantallas de bienvenida de distintos programas informáticos, que representan mensajes de carga o inicio de visualización.

## Ordenadores personales
En un ordenador personal la pantalla de inicio es la página de inicio de un sistema operativo. Esta página se presenta en formato de pantalla completa como metàfora de escritorio, y se muestra al usuario inmediatamente después de que se haya completado el proceso de inicio o bien de inicio de sesión en un sistema operativo. Valga como ejemplo la pantalla de inicio de Windows 95, que, entre otras cosas, muestra una colección de aplicaciones instaladas en el ordenador y las ejecuta haciendo doble clic sobre su icono.

## Características comunes
Las pantallas de inicio generalmente constan de una cuadrícula de enlaces de aplicaciones o accesos directos que a menudo se pueden organizar en varias páginas y sirven como el método principal del usuario para acceder a las funciones del teléfono. Las pantallas de inicio también tienden a incluir una base a lo largo del borde de la pantalla, donde se pueden almacenar enlaces de aplicaciones y acceder a ellos desde cualquier página de la pantalla de inicio.   La mayoría de los sistemas operativos permiten a los usuarios agregar carpetas a la pantalla de inicio para organizar aún más los enlaces de las aplicaciones. Algunas pantallas de inicio también pueden incluir un panel donde se muestran notificaciones automáticas o se puede acceder a configuraciones seleccionadas del sistema.  
Además de los enlaces de aplicaciones, muchas pantallas de inicio también son capaces de mostrar información ambiental, como mosaicos en vivo en Windows Phone o widgets en Android .   Dichos mosaicos o widgets pueden vincular a aplicaciones; sin embargo, se diferencian de los vínculos tradicionales en que muestran información dinámica y actual en lugar de un ícono estático. Sin embargo, la mayor relevancia de la información puede tener un costo en la duración de la batería del dispositivo, el ancho de banda y la facilidad de reconocimiento que ofrecen los íconos de aplicaciones estáticas. 

## Pantallas de inicio alternativas
Aunque la mayoría de pantallas de inicio tienen una estructura similar, no todas están diseñadas siguiendo la misma pauta. Dos ejemplos notables de paradigmas de pantallas de inicio menos comunes incluyen Siri y WebOS . La primera es la interfaz de usuario en lenguaje natural de Apple, que realiza funciones similares a las pantallas de inicio más tradicionales, como abrir aplicaciones, mostrar datos relevantes y administrar la configuración del teléfono.  Este último se destaca por el uso de íconos de aplicaciones completamente dinámicos que imitan el estado actual de la aplicación, similar a los administradores de tareas en otros sistemas operativos móviles. 
Aunque la mayoría de los sistemas operativos móviles incluyen una pantalla de inicio predeterminada, algunos dispositivos también permiten al usuario reemplazar la pantalla de inicio nativa con una aplicación diferente o una pantalla de inicio de terceros, lo que permite paradigmas de pantalla de inicio adicionales. 

## Historia

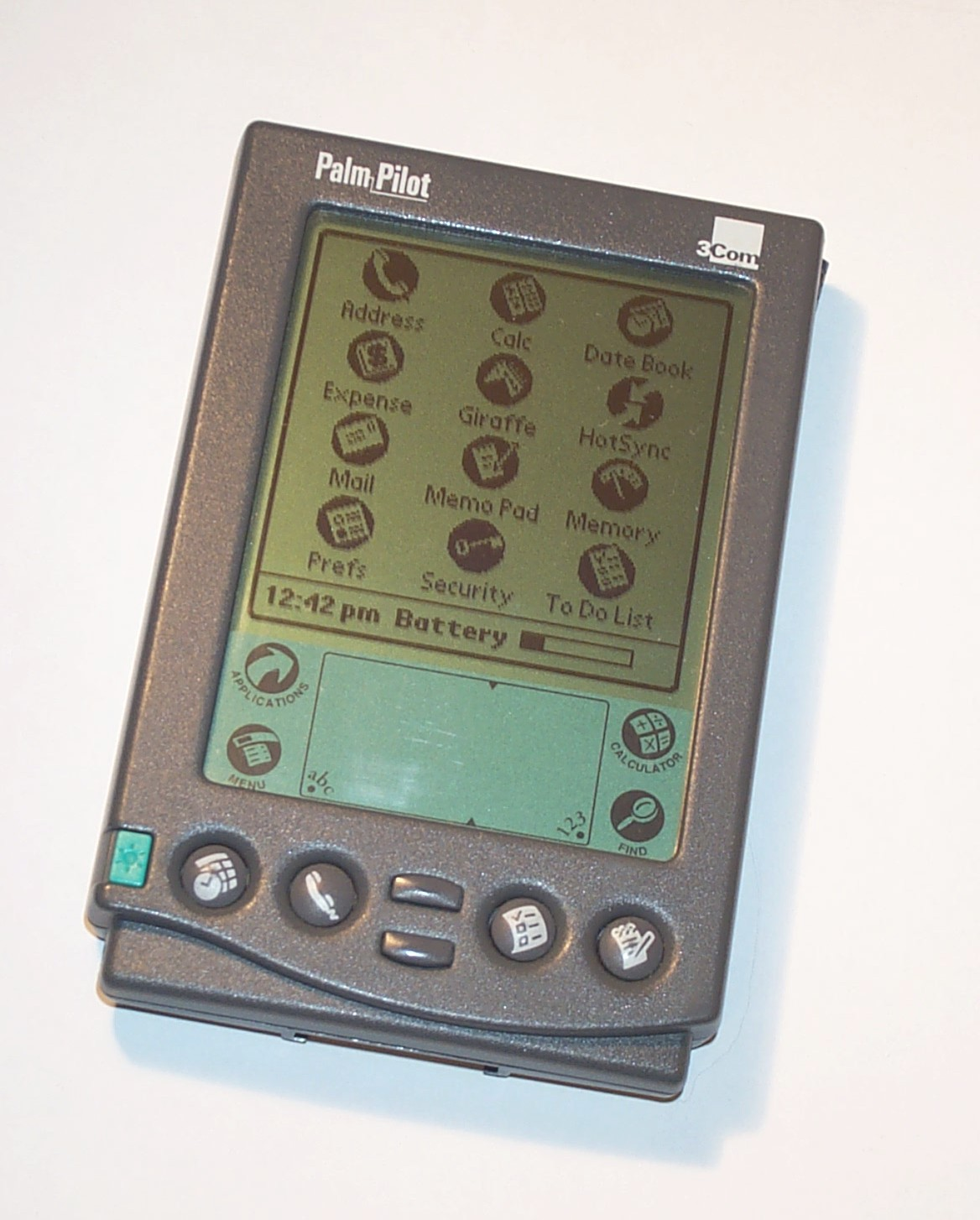
La pantalla de inicio en un PalmPilot Professional

Uno de los primeros ejemplos de pantalla de inicio se puede encontrar en PalmPilot, que debutó en 1997.  Las primeras pantallas de inicio solían ser menos personalizables que las versiones actuales. Por ejemplo, las primeras versiones de iOS no permitían a los usuarios reorganizar las aplicaciones en la pantalla de inicio ni cambiar la imagen de fondo. 
Debido a que las pantallas de inicio a menudo sirven como el método principal para interactuar con los sistemas operativos móviles, tienden a cambiar lentamente, si es que cambian, entre las actualizaciones del sistema operativo. 